# エウル・マリアーナ駅
エウル・マリアーナ (EUR Magliana) はローマ地下鉄のB線とローマ-リード線の駅の一つである。
一般的にはエウルと呼ばれるエウローパ区にある。
ローマ-リード線でリードから来た人には地下鉄に乗り換える最初の駅となる。
駅は1924年にローマ-リード線の「マリアーナ駅」 (Magliana) として完成し、当時は「トッリーノ」 (Torrino)、「リザーロ」 (Risaro)、「アチリア」 (Acilia)、「オスティア・スカーヴィ」 (Ostia Scavi)、「マリーナ・ディ・オスティア」 (Marina di Ostia)。
しばらくして「マリアーナ・オスティエンセ」 (Magliana Ostiense) と命名され、新たに「マリアーナ」に、現在のエウル・マリアーナに至る。
駅のアトリウムはアルテメトロ・ローマを受賞したモザイクで飾られている。展示されているモザイクの作者は、アントーニオ・パッサ（イタリア）とLossonczy Tamas（ハンガリー）となっている。それらの写真はここでみられる。
駅は何度も改築されている。
駅の隣には資材保管用の2本の待避線がある。

## 周辺
- エウローパ区 (Eur)
- CONIのスポーツ施設 「トレ・フォンターネ」 (Tre Fontane)
- トレ・フォンターネ修道院 (Abbazia delle Tre fontane)
- イタリア文明館 (労働文明館または四角いコロッセオ) - ジョヴァンニ・グエッリーニ、エルネスト・ブルーノ・ラ・パドゥーラ、マーリオ・ロマーノによる。
- Palazzo dei Congressi
- サンティ・ピエトロ・エ・パオロ教会
- ローマ文明博物館
- Obelisco Marconi

## 施設
駅には以下の施設がある。
- 切符売場
- 平面150台、立体962台分の乗り換え用の駐車場
- COTRAL主要幹線の始発:
  - via Portuense - アウトストラーダ A91: 
ローマ・ティブルティーナ線、ポンテ・ガレーリア、フィウミチーノ、フィウミチーノ国内線